# Krzysztof Fikiel
Krzysztof Fikiel, né le 3 février 1958 à Rdziostów, en Pologne, est un ancien joueur polonais de basket-ball. Il évolue durant sa carrière au poste de pivot.